# شقار دروموندي
الشُقار الدروموندي نوع نباتي ينتمي إلى جنس الشُقار من الفصيلة الحوذانية.

## البيئة والانتشار
موطنه الأصلي منطقة غرب أمريكا الشمالية من كاليفورنيا إلى ألاسكا في الولايات المتحدة مرورًا بمقاطعة كولومبيا البريطانية في كندا.

## الوصف النباتي
نبات عشبي معمر أزهاره بيضاء. الثمرة فقيرة. ينتشر النبات بالجذامير.